# Velká hospodářská krize
Velká hospodářská krize (někdy též světová hospodářská krize nebo velká deprese) je označení pro celosvětově rozsáhlou hospodářskou krizi následující po propadu akcií na americké burze (Wall Streetu) v říjnu 1929, která ovlivnila světové hospodářství, společnost i politiku 30. let a byla největší ekonomickou krizí 20. století.
Podstatou příčiny krize byla nadměrná spotřeba financovaná levnými nekrytými úvěry. Hlavním mechanizmem mezinárodního šíření byl zlatý standard, který byl v důsledku krize opuštěn, což umožnilo využít prostředky měnové politiky. Ke klíčovým projevům krize patřila deflace a obrovský nárůst nezaměstnanosti. Nejznámějším opatřením je americký New Deal (1933), který se krizi snažil mírnit souborem zásahů státu do ekonomiky a velkými vládními výdaji na veřejné stavby. Opatření byla založena na myšlenkách keynesiánské ekonomie, která v důsledku krize nahradila neoklasicismus v pozici hlavního ekonomického proudu. Později stoupenci monetarismu naopak zásahy státu považovali za hlavního původce krize.
Hospodářská krize silně zasáhla všechny vrstvy společnosti a u mnohých lidí vyvolala nedůvěru v politický systém založený na demokracii a ekonomice volné soutěže. Vzrostla naopak podpora autoritářství, statního dirigismu a ideologií nabízejících revoluční změnu systému, fašismu a komunismu. Krize je proto považovaná za jednu z hlavních příčin druhé světové války.

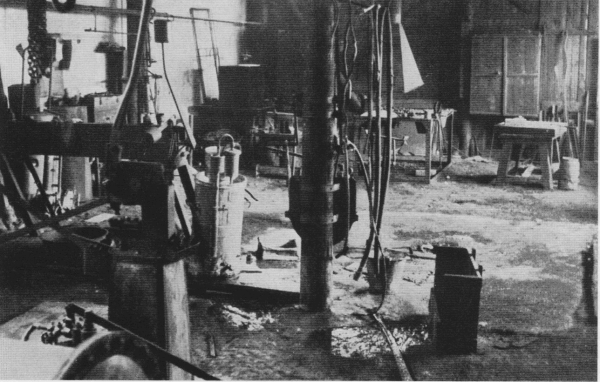
Prázdná továrna při velké hospodářské krizi v Československu

## Hospodářská situace po první světové válce

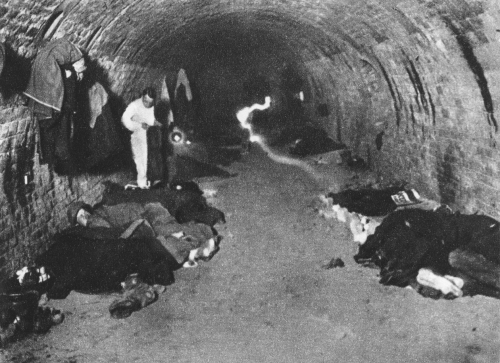
Nezaměstnaní přespávají v cihelně – obrázek z ČSR

Ekonomické důsledky 1. světové války byly velké a jejich odstraňování bylo dlouhodobou záležitostí. Evropský průmysl se během války přeorientoval téměř výhradně na zbrojní výrobu. Nedostatek financí způsobil velkou zadluženost vítězných mocností u USA.
Německé hospodářství bylo ve 20. letech 20. století zasaženo reparacemi vyplývajícími z Versailleské mírové smlouvy. Německo mělo zaplatit celkový objem reparací ve výši 33 miliard dolarů, což ale odpovídalo zhruba výši 32 % celého hrubého domácího produktu USA za rok 1929.
Rostoucí inflace (v Německu se hovoří o tzv. hyperinflaci) nutila státy k dalšímu zadlužování. Přesto se zdálo, že situaci se podařilo stabilizovat, a některé státy prožívaly ve 20. letech dokonce období konjunktury, což souviselo s návratem k běžné spotřebě, na rozdíl od přídělového válečného systému.
Dalším problémem ekonomiky byl rozsáhlý přechod agrárně orientovaných států k průmyslu, což způsobilo, že města se rozrůstala rychleji než infrastruktura.
Ekonomika USA nebyla příliš zasažena válkou a byla na vzestupu, čímž výrazně zvýšila svůj náskok před ostatním světem. Díky přehnanému optimismu, odstranění zlatého standardu a dalších vlivů se staly moderní investice na burze financované úvěrem. To vedlo k nadhodnocení firem, které způsobilo růst akcií nad jejich reálnou hodnotu. Dalším problémem byla výrazně protekcionistická politika, která bránila splácet evropské úvěry, což vedlo k hromadění mezinárodních platebních prostředků (zlato) v USA. Takový stav vedl k tomu, že se americká ekonomická situace odrážela ve všech ostatních ekonomikách.

## Krize

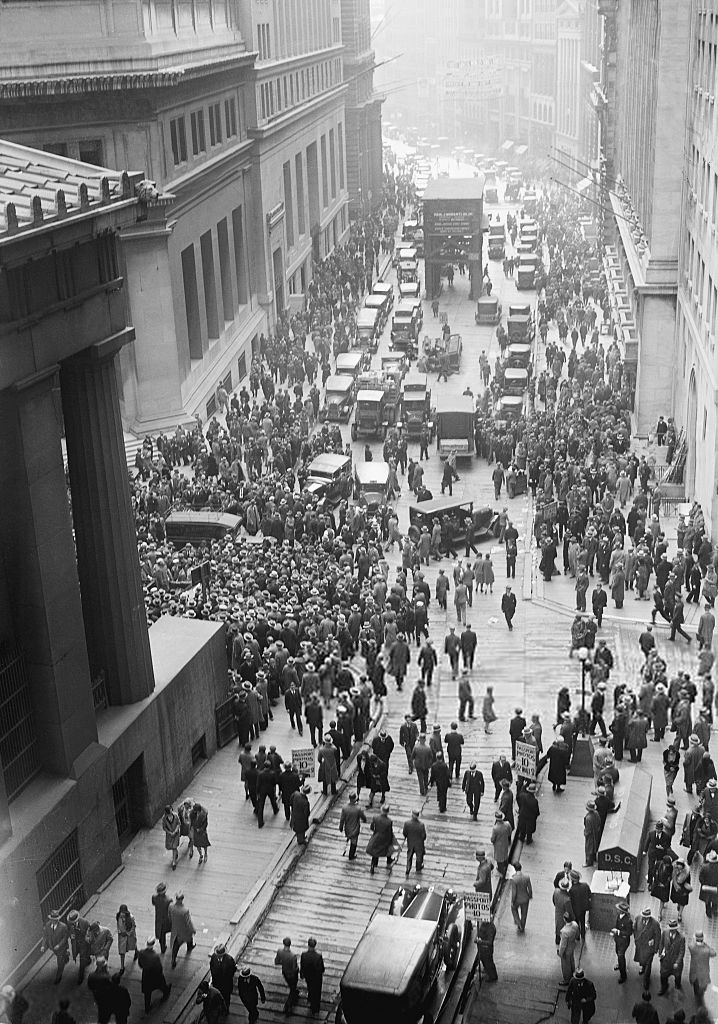
Černý čtvrtek na Wall Streetu

Na konci 20. let 20. století dosáhly ceny akcií svého maxima, což zneklidňovalo investory. V roce 1929 začaly ceny akcií zvolna klesat a jelikož byl pokles trvalého rázu, začali akcionáři masově prodávat akcie, což zrychlovalo jejich propad. Tento vývoj akcií vyvolal mezi akcionáři paniku a především malí akcionáři, kteří tehdy vlastnili výrazné procento akcií, se pokoušeli prodávat za každou cenu. Ve čtvrtek 24. října 1929 bylo k prodeji nabídnuto přes 12 milionů akcií, o něž nebyl zájem, neboť i v tuto dobu se jich majitelé snažili zbavit za cenu, která byla nadhodnocená. Z tohoto důvodu byla Newyorská burza nucena v pátek 25. října oznámit krach. Tento krach vyvolal krach dalších amerických burz, protože se prodej přesunul na tyto burzy. Tento den bývá označován jako černý čtvrtek a je chápán jako den vypuknutí krize.
Poté začaly krachovat společnosti, které neměly dostatečný kapitál, což způsobilo prudký nárůst nezaměstnanosti. V důsledku toho vypukla panika, při níž se lidé snažili vybrat své úspory, banky však nedisponovaly dostatečným kapitálem, a proto mnoho z nich zkrachovalo. V USA nepřežilo třicátá léta téměř 10 000 bank – jedna třetina ze všech. Tím se velmi prudce snížila platební schopnost jednotlivců, což ve svých důsledcích znamenalo opětovné snížení výroby. Tento stav se velmi rychle odrazil na ekonomikách založených na exportu (Československo, Japonsko, Brazílie), z nichž se krize rozšířila dále.
Šíření krize usnadnily špatné kroky státních vlád (USA), či jejich pasivita (Československo) a dále pak stav, kdy teoretici nebyli schopni na krizi reagovat ani ji předvídat, a dokonce se nedařilo předvídat její další průběh a její rozsah.
Krize v krátké době (ještě v roce 1929) způsobila prudký nárůst nezaměstnanosti a pokles produkce. Z této situace pak vyplynuly tzv. hladové pochody a celková nedůvěra v politický a ekonomický systém.
Většině hlavních ekonomik se dlouhou dobu nedařilo stabilizovat situaci, vybudování strategie na zlepšení v USA trvalo čtyři roky, kdy byl vypracován hospodářský program New Deal, jenž se rozhodl opustit liberální politiku a vydal se cestou Keynesových teorií. V Německu ve stejné době vznikl Hitlerův program, který podle harvardského profesora Normana Grase vyšel z podobných principů jako New Deal. Oba projekty byly postaveny na principu státních zakázek a vybudování centrální banky, přičemž Hitlerův jednoznačně směřoval k vojenským zakázkám. Hitlerův projekt měl prakticky okamžité výsledky, jeho nevýhodou bylo, že myšlenky směřující k absolutní moci státu, které obsahoval, vyžadovaly další a další zásahy a posilování zbrojení, což nakonec nutně vedlo k rozpoutání války. New Deal měl pomalejší výsledky, jeho výhodou byla dlouhodobě zaměřená strategie, jejímž cílem bylo omezit liberální ekonomické principy opatrně a nenarušit tak principy demokracie.
Někteří ekonomové, obzvláště pak zastánci Rakouské školy tvrdí, že intervencionistická politika prezidenta Hoovera a obzvláště pak program New Deal nového prezidenta Roosevelta krizi nepomohl, ale naopak ji prodloužil, a to až do konce 2. světové války, i přestože na začátku 40. let byla v USA nízká nezaměstnanost a rostoucí HDP. Nezaměstnanost byla prý uměle snížena brannou povinností, „zaměstnanci“ nebyli skutečně ekonomicky činní. HDP se pak zvyšoval hlavně díky rozrůstajícímu se vojensko-průmyslovému komplexu, a tedy se nezvyšovala životní úroveň občanů – přídělový systém trval v USA v některých oblastech až do roku 1947.
K úplnému oživení hospodářství však došlo až na konci 30. let 20. století, kdy se i ostatní státy začaly připravovat na možnou válku a vznikla tak řada armádních zakázek.

### Německo
Německo, (resp. Výmarská republika) bylo v letech 1931–1933 sužováno krvavými pouličními šarvátkami mezi přívrženci nacismu a stoupenci komunismu. Obětí bylo mnoho. Britský spisovatel Christopher Isherwood popisuje incident, kdy tři příslušníci SA ubodali na ulici ocelovým hrotem žerdě nacistické vlajky hocha, jemuž mohlo být sedmnáct či osmnáct let. Když se Isherwood a další kolemjdoucí po útoku seběhli k umírajícímu mladíkovi, prýštila z jeho početných ran krev a jedno oko měl napůl vydloubnuté.
Když však bylo zapotřebí, dokázali komunisté a nacisté držet spolu, vytvořili např. společné hlídky proti stávkokazům. V Reichstagu Ernst Thälmann (komunistický politik) a Hermann Göring (nacistický politik, spoluzakladatel SA) pořádali společné výtržnosti. Komunisté totiž věřili, že větší nebezpečí pro ně představují sociální demokraté, domnívali se, že nacistická vláda nebude mít dlouhého trvání.
Krize pro Němce začala už v roce 1928. Těch několik roků předchozí prosperity (silně dotované velkými americkými půjčkami) uběhlo velmi rychle. Po krachu na newyorské burze USA skončily s půjčkami a Německo se stalo první zemí Evropy, kam dorazila krize. V roce 1932 bylo téměř 45 % Němců bez práce.
Adolf Hitler dal lidem příležitost k nabytí sebedůvěry – polovojenskou uniformou členů svého hnutí a deklarovanou spoluúčastí na osudu Německa. Občané i kvůli nacistické propagandě nenáviděli Židy, protože podle nacistů platila rovnice „bankéř = Žid“. Nacionalismus a bunkrová mentalita nabývaly na síle. Hitler zavedl půlroční pracovní povinnost pro mládež i povinnou vojenskou službu. Práce žen byla zdaněna natolik, že se již nevyplatila. Ženy zůstávaly doma. Židé ztratili německé občanství. Němci v roce 1938 sice pracovali, ale za stejnou pracovní dobu si vydělali méně než na počátku krize (rok 1928). I tak bylo lepší práci mít než naopak.
Obdobou programu New Deal bylo v Německu zejména stavění dálnic. S tímto nápadem ale nepřišel Hitler, ten jen využil již existujících plánů na silniční propojení severní části země s jižní. Projekt existoval od roku 1926, kdy podnikatel Willy Hof založil organizaci HaFraBa (zkratka – první slabika značí hanzovní města na severu Německa, druhá Frankfurt nad Mohanem a poslední švýcarské město Basilej). Němečtí průmyslníci (ve dvacátých letech projekt ještě neměl nic společného s vládou) se inspirovali v severní Itálii, kde již několik let existovaly dálnice (italsky autostrada). Němci přišli s několika vylepšeními – např. oddělené protijedoucí pruhy. Italské dálnice byly financovány z mýtného, v Německu to zakazoval zákon. Program na vybudování dálniční sítě měl v Německu odpůrce, zejména železnici (Deutsche Bahn), která se obávala konkurence a armádu, ta tvrdila, že z výšky dobře viditelná dálnice bude sloužit nepřátelským pilotům k orientaci.
Po nástupu k moci si Adolf Hitler pozval Willyho Hofa, jenž byl překvapen, že kancléř chce stavět nikoli jednu, nýbrž více dálnic – a naráz. Naplánováno bylo 6 000 km dálnic, do roku 1941 (kdy byla stavba zastavena) se postavilo necelých 4 000 km. Muži byli odveleni na frontu. Stavba se měla částečně zaplatit sama, protože většina peněz měla pocházet z podpor, které by pobírali jinak nezaměstnaní dělníci. Hitler neplánoval stavbu dálnic pro své tankové jednotky, jeho úmyslem bylo obsadit Evropu. Koncem války německé dálnice dobře posloužily spojencům, kteří po nich pohodlně postupovali do nitra Německa.
Před vypuknutím války stát dodal do ekonomiky přes 100 miliard marek a vydělal jen něco přes 60 miliard marek. Blížil se státní bankrot, koncem roku 1937 činily německé zlaté a devizové rezervy jen 74 miliónů marek. Tuto hrozbu Hitler odvrátil – rozpoutal druhou světovou válku.

### Polsko
Polsko bylo krizí silně zasaženo. Společně s Německem bylo nejpostiženější zemí Evropy. Nejhlubší propad nastal v roce 1934. Průmysl vykázal ohromné číslo nezaměstnaných Poláků: 43,5%. Navíc mnoho lidí pracovalo jen na částečný úvazek (např. 4 hodiny denně nebo několik dní v měsíci), takže skutečnost byla horší než statistika.
Během krize lidé rozprodávali svůj majetek – nejprve knihy, pak zrcadla, pohovky, skříně, šaty a nakonec snubní prstýnky. Někdy i matrace, takže rodina musela spát na podlaze. V bytě (což byla nejčastěji jedna místnost) v průměru připadaly na jednu postel více než 3 osoby. Každá druhá žena potratila, každé čtvrté dítě zemřelo. U dětí, které přežily se často vyskytla křivice kvůli nedostatku vitamínu D.

### Československo
Rovněž Československo bylo zasaženo krizí. Nejsilněji byla postižena oblast Sudet, kde před krizí dominoval lehký průmysl a naprostá většina produkce se vyvážela.

### Sovětský svaz
Nejhorší následky hospodářské krize v té době zasáhly obyvatele Sovětského svazu. Ta však nebyla důsledkem krachu americké burzy, ale Stalinova politického rozhodnutí přebudovat hospodářství podle socialistické teorie a jeho drastickým prováděním. Byla to především násilná kolektivizace zemědělství a podřízení hospodářství urychlenému vybudování těžkého a válečného průmyslu. Za cenu rozvrácení zemědělské produkce a zbídačení venkova se podařilo vybudovat základ ekonomické a vojenské moci SSSR. Objem a vývoj HDP byl dle odhadů A. Maddisona srovnatelný s objemem a vývojem HDP Německa nebo Británie.
Světovou hospodářskou krizi plně využila sovětská propaganda. „Krize z nadvýroby“ měla být příznakem rozkladu kapitalistického zřízení, které nahradí nový řád budovaný podle sovětského vzoru. Nezaměstnanost, která byla zásadním a nejviditelnějším příznakem krize na Západě, SSSR netrápila díky absenci pracovního trhu a práce povinně přidělované státem. Zatímco kapitalistické země se propadají do krize, nová socialistická velmoc se dynamicky rozvíjí na základě centrálního plánování ekonomiky, což bylo dokládáno (fiktivním) plněním pětiletého plánu – výčtem milionů tun vytěženého uhlí, vyrobené oceli apod. Stejně účinně se v totalitním státě dařilo zamlčet utrpení venkova, kde žila většina obyvatelstva. Miliony z nich zemřely za velkého hladomoru v letech 1932–1933 a další miliony lidí označených za „kulaky“ byli pozabíjeni nebo odvlečeni na otrocké práce do táborů Gulagu a Dalstroje. Mýtus šťastně se rovíjejícího Sovětského svazu nedotčeného krizí byl pěstován i některými západními levicovými intelektuály. Po válce se pak podílel na atraktivitě sovětského vzoru, který přispěl k rozšíření komunistického režimu do mnoha zemí světa.

### Švédsko
Švédsko uniklo krizi jako první země světa. Životní standard zde byl vysoký a příliš neutrpěl. Reálné příjmy za krize dokonce stouply a země vyráběla v roce 1936 o polovinu více než v roce 1929 za plné konjunktury. Švédsku pomohly mj. německé objednávky na železnou rudu v době, když se Adolf Hitler začal připravovat na válku.
Během krize se vlády ujala levicová sociální demokracie, která snížila daně, aby lidé mohli utrácet (a ze stejného důvodu zvýšila minimální mzdu). Stát dotoval veřejné práce, lékařskou péči, pojištění, penzi. Zrušením daně ze zisku podnikatelů je podnítil investovat. Vytvořil se sice velký státní deficit, který se však po brzkém zotavení srovnal.
V ulicích hlavního města Stockholmu nebylo žebráků, v zemi se nekradlo – ve venkovských obchodech nebylo neobvyklé, že se zákazník za nepřítomnosti prodavače obsloužil sám a nechal peníze na pultu. Co ve Švédsku představovalo standardní cestování železnicí, bylo na poměry ostatních zemí luxusem. Takovou „krizí“ by si tehdy ostatní Evropané toužili procházet celý život.

### USA

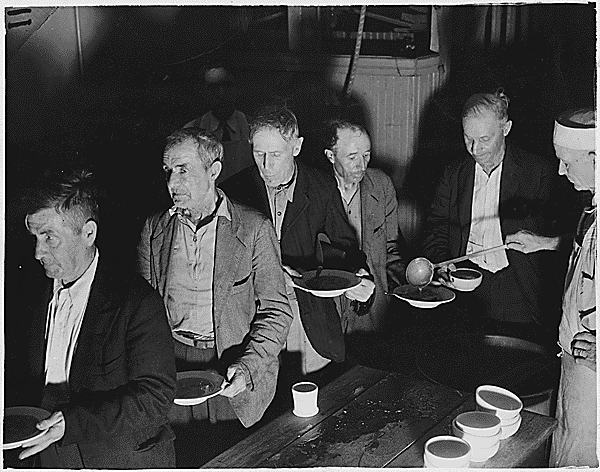
Polévka pro nezaměstnané – USA

Krize zásadně ovlivnila životy lidí (nejen v USA), mnoho z nich přišlo o základní potřeby a bydlení. Otcové během večeře (jediného jídla dne) postávali na nároží, zatímco jejich děti jedly. Stáli tam ze strachu, aby nesnědli více, než byla jejich porce. Lidé ale nebyli lhostejní, vznikla solidarita. Hospodyně dávaly běžně sendviče před domovní dveře, na newyorském nádraží se vkládala do košů zelenina, kterou občané vypěstovali na zahrádkách. Nebylo neobvyklé zaklepat na dveře a požádat o zbytky jídla.
Stavebnictví téměř ustrnulo, železnice, které ve dvacátých letech kupovaly 1200 lokomotiv ročně, roku 1932 nekoupily ani jedinou, Conrad Hilton uzavřel ve svých hotelích celá patra, aby ušetřil náklady na topení, papírny nutily zaměstnance, aby používali odřezky místo toaletního papíru. Ocelárny Bethlehem Steel v jedné z poboček propustily 80 % zaměstnanců, vystěhovaly je z domů, které následně zbouraly, aby ušetřily na dani z nemovitosti.
Šetřilo se, kde se dalo, lidé se rvali o odpadky. Banky krachovaly jedna za druhou, státu docházely peníze na chod institucí, města postrádala měnu na provoz služeb, hasičů a policistů. Někde se platilo uměle zavedenými penězi. V Teninu (stát Washington) místní honorace zavedla dřevěné dolary, v Ilwacu fungovaly peníze z lososí kůže a v Raymondu vyrobené z ústřičných lastur. Jinde se zavedl klasický výměnný obchod. Potraviny nebo suroviny za služby, vejce za benzín, benzín za ostříhání, brambory za polena do kamen, atd.
Banky byly zavřeny a podrobeny státním kontrolám. Těmi prošlo jen 10 000 bank, 1 000 finančních institucí bylo navždy zavřeno a další dostaly státní dohlížitele. 12. března 1933 přesvědčil rozhlasem nově zvolený prezident Franklin Delano Roosevelt občany ve svém projevu (byl to první z jeho tzv. „hovorů od krbu“), že následující den se otevřou banky, kterým lidé mohou věřit.
To byl bod obratu. Lidé přicházeli, nikoli aby si vybrali své úspory, nýbrž je opět uložili. Tato obnovená důvěra banky zachránila a situace se začala zlepšovat.

### Velká Británie
Velká Británie si prošla krizí mnohem snáz než USA, Německo, Polsko či Československo. Ekonomická deprese na zemi tolik nedolehla, hodnota měny sice poklesla, ale průmysl nadále fungoval, vyvážel zboží např. do kolonií. Nejvíce byla zasažena severní Anglie a Skotsko, kde byla až čtvrtina obyvatel na podpoře. Londýn a jižní části se však v roce 1933 zvedaly a ekonomicky táhly zbytek země.

## Důsledky velké hospodářské krize
Důsledkem této ekonomické krize byla špatná ekonomická situace střední třídy – u nejnižší ekonomické vrstvy obyvatelstva byla velmi špatná, přičemž i střední vrstva se v některých oblastech krátkodobě dostala na úroveň bídy. Taková situace vedla k radikalizaci obyvatelstva a v Evropě umožnila prosazení některých myšlenek jako byl nacismus, fašismus, či teorie o sionistickém komplotu. Za další důsledek lze považovat i opuštění klasických ekonomicko-liberálních myšlenek, což nutně vedlo k posilování státního vlivu.
Během krize byl výrazně narušen a snížen mezinárodní obchod, což se států dotklo nejen ekonomicky, ale i politicky, protože se oslabila nejen vzájemná ekonomická provázanost, ale i vazby mezi jednotlivými státy. Panovala nedůvěra, země sváděly krizi jedna na druhou. Americký prezident Herbert Hoover se takto snažil nařknout z příčin ekonomického propadu Evropu.